# Кіратсі
Кі́ратсі (ест. Kiratsi küla) — село в Естонії, у волості Ляене-Сааре повіту Сааремаа.

## Населення
Чисельність населення на 31 грудня 2011 року становила 49 осіб.

## Географія
Через село проходить автошлях 79 (Упа — Лейзі).

## Історія
До 12 грудня 2014 року село входило до складу волості Каарма.

## Пам'ятки природи
Село на заході межує з заказником Уустламаа (Uustlamaa hoiuala), площа — 12,5 га (58°20′0″ пн. ш. 22°32′38″ сх. д. / 58.33333° пн. ш. 22.54389° сх. д.).